# Koniuchy (województwo lubelskie)
Koniuchy – wieś w Polsce położona w województwie lubelskim, w powiecie zamojskim, w gminie Miączyn.
W latach 1975–1998 miejscowość administracyjnie należała do województwa zamojskiego.
Wieś jest sołectwem w gminie Miączyn. Według Narodowego Spisu Powszechnego z roku 2011 wieś liczyła 231 mieszkańców.
W lipcu 1943 roku Niemcy wysiedlili polską ludność i w jej miejsce nasiedlili Niemców z Jugosławii, Rumunii i Bułgarii. Istnieje tu również jednostka pożarniczo-ratownicza Ochotniczej Straży Pożarnej.
Wierni Kościoła rzymskokatolickiego należą do parafii Matki Bożej Różańcowej w Zawalowie.

## Sport
Do 2004 roku w Koniuchach funkcjonował Ludowy Klub Sportowy „Iskra” Koniuchy – amatorski klub piłkarski. Iskra rozgrywała mecze na Stadionie w Koniuchach. W 2004 roku przed startem sezonu 2004/05 „Iskra” Koniuchy wycofała się z rozgrywek grupy II zamojskiej klasy A (drużyna została rozwiązana).